# Physalaemus cuvieri
Physalaemus cuvieri är en groddjursart som beskrevs av Leopold Fitzinger 1826. Physalaemus cuvieri ingår i släktet Physalaemus och familjen Leiuperidae. IUCN kategoriserar arten globalt som livskraftig. Inga underarter finns listade i Catalogue of Life.